# Alessandro Benuzzi
Alessandro Benuzzi (Vilanova i la Geltrú, 1930-Milà, 10 de setembre de 2022) fou un empresari d'origen italià.

## Biografia
Llicenciat en Ciències Econòmiques per la Universitat de Bolonya. Entre altres activitats, ha estat vicepresident executiu d'Italtel, vicepresident de l'empresa editorial Grijalbo Mondadori i del Pride Group, així com membre del Consell Social de la Universitat Pompeu Fabra i del Consell de la Fira Internacional de Milà. El 2011 va rebre la Creu de Sant Jordi per la seva contribució a intensificar les relacions comercials i culturals entre Catalunya i Itàlia. Fou representant a Espanya d'Elsag Datamat, empresa del grup industrial italià Finmeccanica, i assessor d'Endesa a Catalunya.